# رياض غالي
رياض بشاي غالي (11 فبراير 1919 - 12 يوليو 1987) كان زوج فتحية الابنة الصغرى للملك فؤاد الأول ونازلي صبري.

## حياته
كان من أسرة قبطية متوسطة الحال عمل والده موظفا في وزارة التعليم، درس في مدرسة الفرير حتى نهاية المرحلة الابتدائية فقط وتوسط له أحد تلاميذ والده فألحقه موظفا إداريا بالسلك الدبلوماسي. عمل أولا في الكونغو التي كانت تعرف آنذاك بالكونغو البلجيكية ثم نُقل إلى لندن وانتدب بعد ذلك ليعمل في قنصلية مصر في مارسيليا في فرنسا.

## حياته الأسرية
تزوج من الأميرة فتحية فؤاد شقيقة الملك فاروق التي تعرفت عليه في رحلة علاج أمها نازلي صبري حيث كان يعمل موظف علاقات عامة في وزارة الخارجية المصرية كملحق بالقنصلية المصرية في مارسيليا. رافق رياض الملكة وابنتيها في جولتهم في أوروبا ثم سافر معها إلى الولايات المتحدة الإمريكية وتزوج من فتحية زواجًا مدنيًّا في الولايات المتحدة في مايو سنة 1950. أنجب منها ثلاثة أبناء وهم: رفيق ورائد ورانيا.

## مشاكله المالية
حصل رياض غالي على تفويض كامل من نازلي صبري وفتحية بالتصرف في شؤونهما الماليَّة، ولكنه خسر الكثير من المال في استثمارات فاشلة وانتهى الأمر إلى إعلان نازلي إفلاسها سنة 1974 بعد تراكم الديون عليها واستطاع رياض الحصول على 40% من باقي حصيلة بيع ممتلكات نازلي بعد التسوية مع البنوك.

## محاولة انتحاره ووفاته
في صباح يوم 6 ديسمبر 1976 أطلق رياض غالي خمس رصاصات على رأس فتحية فقتلتها على الفور ثم حاول الانتحار بعدها بإطلاق النار على رأسه ولكنه نجا بأعجوبة. حُكم عليه بالسجن لمدة 15 عام ونتيجة إطلاقه النار على رأسه عاش مشلولا وأصيب بالعمى في السجن ومات سنه 1987 عن عمر يناهز 67 سنة، ودُفن في مقبرة Garden of the Holy Cross Cemetery في كلڤر سيتي كاليفورنيا، والمفارقة أنها هي نفس المقبرة التي دُفنت فيهما الأميرة فتحية وأمها الملكة نازلي صبري.